# Marek Sutkowski
Marek Sutkowski (ur. 31 października 1972 w Warszawie) – polski naukowiec, fotografik, grafik, autor publikacji popularnonaukowych, technicznych i esejów o sztuce wizualnej.
Pracuje w Instytucie Mikroelektroniki i Optoelektroniki Politechniki Warszawskiej. W pracy zajmuje się szeroko pojętymi technikami rejestracji, obróbki i przetwarzania obrazów tradycyjnych i cyfrowych oraz holografią tradycyjną i cyfrową. W pracy naukowej zajmuje się pomiarami optycznymi w zastosowaniach biomedycznych, wykorzystaniem właściwości warstw ciekłokrystalicznych w zastosowaniach optycznych, pomiarami kształtu. Jest autorem i współautorem wielu publikacji naukowych w międzynarodowych i krajowych czasopismach recenzowanych. Jest pomysłodawcą kilku patentów. Członek Polskiego Towarzystwa Ciekłokrystalicznego i Fotoklubu Rzeczypospolitej Polskiej (nr leg. 534).
W pracy twórczej działa głównie w dziedzinie fotografii i grafiki. Jego prace to bardzo często multimedialne współistnienie wielu technik i środków wyrazu (fotografia, grafika, animacja, film, tekst i opisy). Tworzy obrazy abstrakcyjne z wykorzystaniem warstw ciekłokrystalicznych (mikrofotografia polaryzacyjna) i prace przedstawiające. Korzysta z technik tradycyjnych (m.in. srebrowych) i cyfrowych z zaawansowanym przetwarzaniem. Za swoją działalność zdobył wiele nagród w konkursach krajowych i międzynarodowych, w tym zdobył dwukrotnie medal OŚ ZPAF (nr 128 i 134). Uczestniczył w kilkunastu wystawach zbiorowych i indywidualnych. Jest pomysłodawcą techniki surrealistycznej fotografii architektonicznej pod nazwą autorską geometrywa.
Współpracował z Agencją Akwarium jako fotograf jazzowy m.in. podczas festiwali Warsaw Summer Jazz Days. Jego prace ukazywały się w czasopiśmie muzycznym Jaz a go-go (tytuł aktualnie niewydawany). Jest autorem kilkuset publikacji w czasopismach Twój Magazyn Fotograficzny oraz Foto•Kurier.